# Kátyú

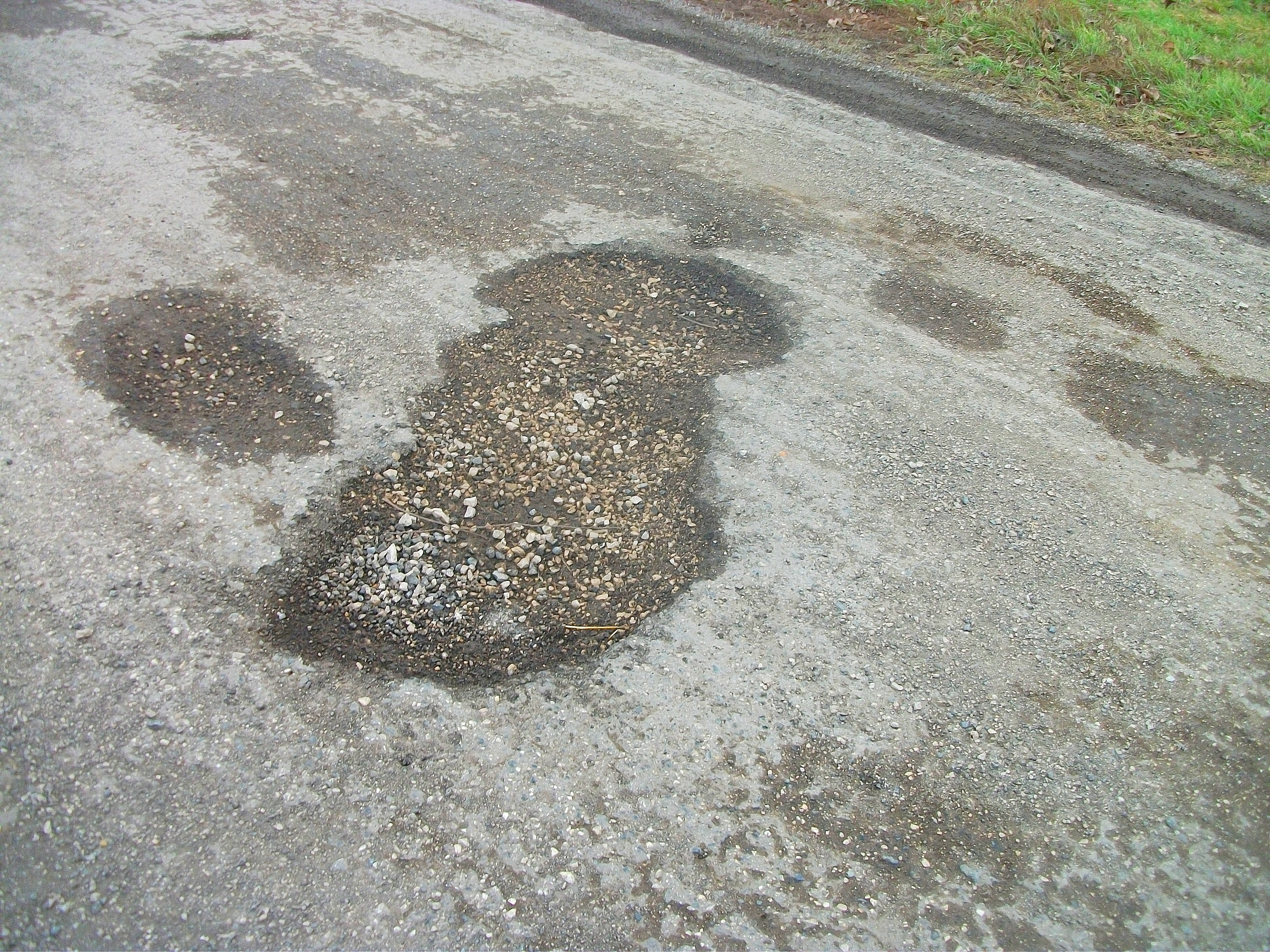
Kátyúk a Fejér vármegyei Zichyújfalu Vasút utcájában.

A kátyú az utak használata során és a csapadékos időjárás által okozott erózió miatt létrejövő károsodás az úttest aszfaltrétegén. A 6/1998. (III. 11.) KHVM rendelet az országos közutak kezelésének szabályozásáról nevezetű rendelet szól az útellenőrzés indokolt gyakoriságáról, amelynek a keretében derül fény az útburkolati hibák meglétére.
Kátyúkár esetén, ha kártérítést akar a károsult, akkor azonnal rendőrt kell hívni a helyszínre, aki fotókat készít és jegyzőkönyvet ír. Külterületi utakon a Magyar Közút Nonprofit Zrt., belterületi utakon a helyi önkormányzat a károkozó.